# Лісове (Ємільчинська селищна громада)
Лісове (1946—2016 роки — Дзержинськ, до 1946 — хутір Чорне) — село в Ємільчинській селищній громаді Звягельського району Житомирської області. Населення становить 23 особи.

## Історія
У 1906 році село відоме, як хутір Чорне Сербівської волості Новоград-Волинського повіту Волинської губернії. Відстань від повітового міста 31 версти, від волості 35. Дворів 19, мешканців 131.
4 лютого 2016 року село Дзержинськ перейменоване на Лісове